# Kobylnica Słupska
Kobylnica Słupska – przystanek kolejowy w Kobylnicy w województwie pomorskim, w Polsce, na linii kolejowej nr 405, łączącej stację Piła Główna z Ustką.

## Ruch pasażerski
| Rok  | Wymiana pasażerska na dobę |
| ---- | -------------------------- |
| 2017 | 0-9                        |
| 2022 | 10-19                      |

## Połączenia
- Szczecinek
- Miastko
- Słupsk